# Teodora de Arta
Teodora Petralifas (en griego: Θεοδώρα Πετραλίφαινα), canonizada como Santa Teodora de Arta (en griego: Αγία Θεοδώρα της Άρτας), fue la consorte de Epiro, esposa de Miguel II Comneno Ducas, entre 1231 y 1266 o 1268 y santa de la Iglesia ortodoxa.

## Biografía
La vida de Teodora es conocida principalmente a través de una corta hagiografía escrita por el monje Job, a veces identificado con el clérigo de finales del siglo XIII Job Iasites. Esta identificación ha sido cuestionada, sin embargo, debido a muchos errores cronológicos y genealógicos.
Teodora era la hija del sebastocrátor Juan Petralifas, gobernador de Tesalia y Macedonia. Nació en Servia, en Grecia, en algún momento entre 1224 y 1230 y se casó con Miguel II Comneno Ducas, el déspota de Epiro y de Tesalia poco después de su ascensión al trono, cuando todavía era una niña. A pesar de estar esperando al primogénito de Miguel, Nicéforo, Teodora estaba exiliada de la corte cuando este último nació, ya que Miguel prefería vivir con su amante. Viviendo en la pobreza, Teodora soporte muchas vicisitudes sin reclamar y recibió abrigo de un sacerdote del pueblo de Prinista. Su exilio duro cinco años y Miguel la llamó de regreso después de arrepentirse. La pareja a partir de entonces vivieron juntos.
Como consorte de Epiro, Teodora defendía una relación más estrecha con el tradicional rival de Epiro en la sucesión a la herencia imperial bizantina, el Imperio de Nicea. Según Jorge Acropolita, Teodora acompañó a Nicéforo para su compromiso y posterior matrimonio con María, la hija del emperador Teodoro II Láscaris de Nicea. La unión ayudó a conseguir un acuerdo para las disputas eclesiásticas entre los dos reinos y dio lugar a la concesión del título de déspota a Miguel, pero esta paz fue corta. Teodora también fundó el convento de San Jorge en la capital epirota, Arta, donde se retiró después de la muerte de Miguel y donde fue enterrada. El lugar se hizo conocido luego como la Iglesia de Santa Teodora y su tumba se convirtió en sitio de peregrinación, ya que muchos milagros le han sido atribuidos. Es conmemorada en la Iglesia ortodoxa el 11 de marzo.

## Descendencia
Por su matrimonio con Miguel II Comneno Ducas, Teodora tuvo varios hijos, entre ellos:
- Nicéforo I Comneno Ducas, quien sucedió a su padre como gobernante de Epiro.
- Juan Comneno Ducas
- Demetrio (renombrado Miguel) Comneno Ducas.
- Helena Ángelo Ducas, quien se casó con el rey Manfredo de Sicilia.
- Ana Comneno Ducas, que se casó con el príncipe Guillermo II de Villehardouin de Acaya, y  después con Nicolás II de Saint Omer, señor de Tebas.